# Konus A
Konus A (también denominado Cosmos 2326) fue un observatorio espacial ruso de rayos gamma. Los 130 kg de instrumentación científica (del total de 3000 kg que pesaba la nave) fueron desarrollados por el Instituto Físico-Técnico Ioffe, en San Petersburgo. En la misión también colaboró la NASA, sincronizando las observaciones con el satélite WIND. Konus A fue situado en órbita terrestre, a 400 km de altura. La misión finalizó en diciembre de 1995.